# Indexi (premio)
Indexi è un premio musicale bosniaco. 
Il premio è stato istituito nel 2002 a Zenica da Josip Dujmović. Il nome iniziale del premio era Davorin, in onore di uno dei più famosi cantanti pop/rock bosniaci Davorin Popović, membro del gruppo musicale Indexi. Nel 2008, il premio è stato ribattezzato Indexi, proprio dal nome della band di Davorin.
Nel 2010, il comitato di programma era composto da diversi critici musicali, tra cui Branimir Lokner e Zlatko Gall.
Nel 2011, c'erano 12 categorie di premi:
- Premi della giuria:
  - Rock e tutti gli album dell'anno
  - Album rap e hip-hop
  - Disco pop
  - Album tematici e compilation
  - Gran Premio
- Premi del pubblico:
  - Rock e tutti gli album dell'anno
  - Album rap e hip-hop
  - Disco pop
  - Album tematici e compilation
  - Gran Premio